# حمل خلالي
الحمل الخلالي (القرني) (بالإنجليزية: Interstitial Pregnancy)‏ هي حالة نادرة من الحمل خارج الرحم حيث يحدث الحمل ضمن الجزء الخلالي من قناة فالوب حيث يخترق جدار الرحم. يسبب تورم في جدار الرحم ومن ثم تمزق في وقت متأخر، يكون النزيف غزيراً بسبب التوعية الشديدة لجدار الرحم. ويكون التدبير الأمثل هو قطع إسفيني لمنطقة قرن الرحم أو استئصال للرحم في الأذيات الشديدة.
حمل خلالي
تُسمى هذه الحالة أيضًا الحمل القرني، ولكن هذه التسمية مبهمة لأنها تطلق أيضًا على الحمل الذي يحدث أحد قرني الرحم ثنائي القرن. معدل الوفيات في الحمل الخلالي أعلى عمومًا من الحمل الهاجر.

## التشخيص
التشخيص المبكر ضروري ويُستخدم اليوم التخطيط الصدوي والمعايرة الكمية لهرمون موجهة الأقناد المشيمائية في التشخيص. العوامل المؤهبة للإصابة بهذه الحالة مشابهة لبقية أنواع الحمل الهاجر، وتشمل: حدوث الحمل الهاجر في قناة فالوب سابقًا، الإخصاب في المختبر، إجراء جراحة على قناة فالوب في السابق، عدوى جنسية في الماضي. الأعراض النموذجية في الحمل الخلالي مماثلة لأعراض الحمل الهاجر عمومًا وتشمل الألم البطني والنزف المهبلي. تحدث الصدمة النزفية عند نحو 25% من المريضات، وهو ما يفسر ارتفاع معدل الوفيات في هذا النمط من الحمل الهاجر.
يعد التخطيط الصدوي الوسيلة الأولية للتشخيص عند المريضات، ويستخدم أيضًا عند النساء اللواتي لا تبدين أية أعراض. البطانة الرحمية الرقيقة حول الكيس الحملي علامة مشخّصة إذ يكون الحمل الزاوي (وهي حالة ذات مظهر مشابه) محاطًا بنحو 5 ملم من البطانة الرحمية في كل جوانبه. المعايير التشخيصية بناء على التصوير بالأمواج فوق الصوتية هي وجود جوف رحمي فارغ، وجود كيس حملي منفصل عن جوف الرحم، وثخانة بطانة رحمية سماكتها أقل من 5 ملم حول الكيس الحملي، وتظهر بشكل نموذجي علامة الخط الخلالي وهي وجود خط مولد للصدى من الجوف البطاني الرحمي إلى الزاوية المجاورة لكيس الحمل. يمكن استخدام التصوير بالرنين المغناطيسي للتمييز بين الحمل الزاوي والحمل الخلالي.
يكون العمر الحملي بشكل وسطي عند ظهور الأعراض 7-8 أسابيع. في سلسلة من الحالات في العام 2007، تظاهرت 22% من المريضات بتمزق وصدمة نزفية، بينما كانت ثلث الحالات بلا أعراض، عانى القسم المتبقي من ألم بطني و/أو نزف مهبلي. الحالات التي بقيت دون تشخيص حتى إجراء الجراحة أبدت انتفاخًا غير متناظر في الزاوية العليا من الرحم.

## العلاج
يُحدَد العلاج المختار بشكل أساسي من خلال الحالة السريرية. الحمل الخلالي المتمزق حالة طبية طارئة تتطلب تدخلًا جراحيًا فوريًا من خلال التنظير أو فتح البطن لإيقاف النزف وإنهاء الحمل.
تشمل الطرق الجراحية للتخلص من كيس الحمل تجريف القرن، شق القرن وإزالة كيس الحمل (قطع القرن)، استئصال منطقة من القرن أو منطقة منه بشكل إسفيني، والتي يُجرى معها عادة استئصال قناة فالوب في الجهة نفسها واستئصال الرحم أحادي الجانب. بسبب التوعية الغزيرة في المنطقة الخلالية وخاصة خلال الحمل، تكون خسارة الدم خلال الجراحة كبيرة. بعد الجراحة، تكون المريضات اللواتي تلقين جراحة محافظة معرضات للحمل الهاجر المعند بسبب بقاء أنسجة غاذية متوغلة عميقًا، لذا يجب مراقبة مستويات هرمون موجهة الأقناد المشيمائي إلى أن تصبح مستوياته غير قابلة للكشف.
استخدم الميتوتركسات بنجاح عند المريضات المصابات بحمل هاجر غير عرضي، ولكن هذه المعالجة يمكن أن تفشل وتؤدي إلى تمزق قرني للكيس الحملي. استُخدم التصميم الشرياني الرحمي الانتقائي بنجاح في معالجة الحمل الخلالي.